# تپه لبان
تپه لبان مربوط به دوران پیش از تاریخ ایران باستان تا دوران‌های تاریخی پس از اسلام است و در شهرستان دورود، بخش سیلاخور، روستای لبان سفلی واقع شده و این اثر در تاریخ ۲۴ اسفند ۱۳۸۳ با شمارهٔ ثبت ۱۱۷۱۶ به‌عنوان یکی از آثار ملی ایران به ثبت رسیده است.